# Nkongsamba
Nkongsamba est une ville du Cameroun, située à 145 kilomètres au nord de Douala et à 370 kilomètres au nord-ouest de Yaoundé. Chef-lieu du département du Moungo dans la région du Littoral, elle est érigée en Communauté urbaine de Nkongsamba en 2008. Une langue appelée pidgin unit les populations de diverses ethnies de la ville.

## Géographie

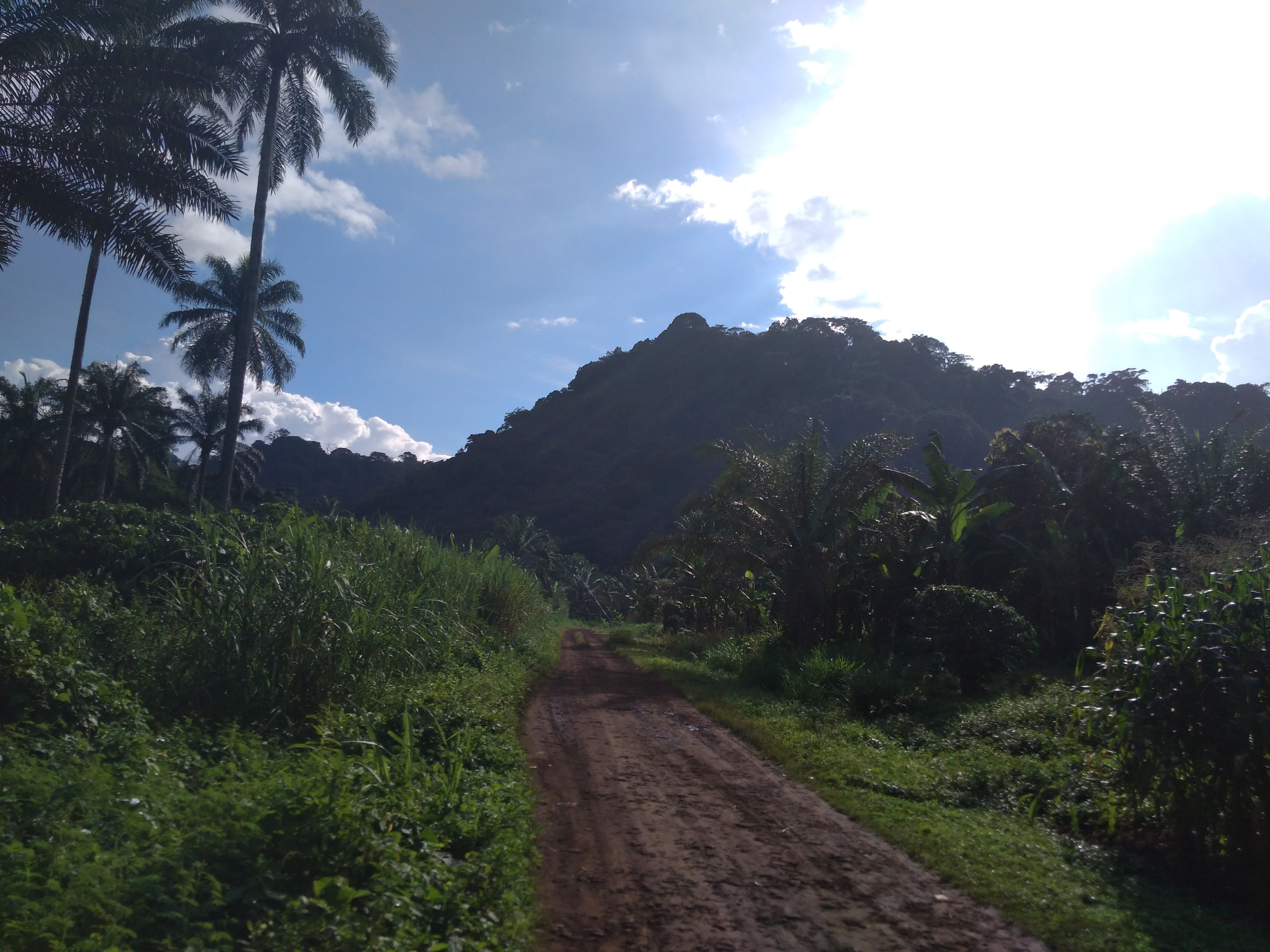
Mont-Manengouba
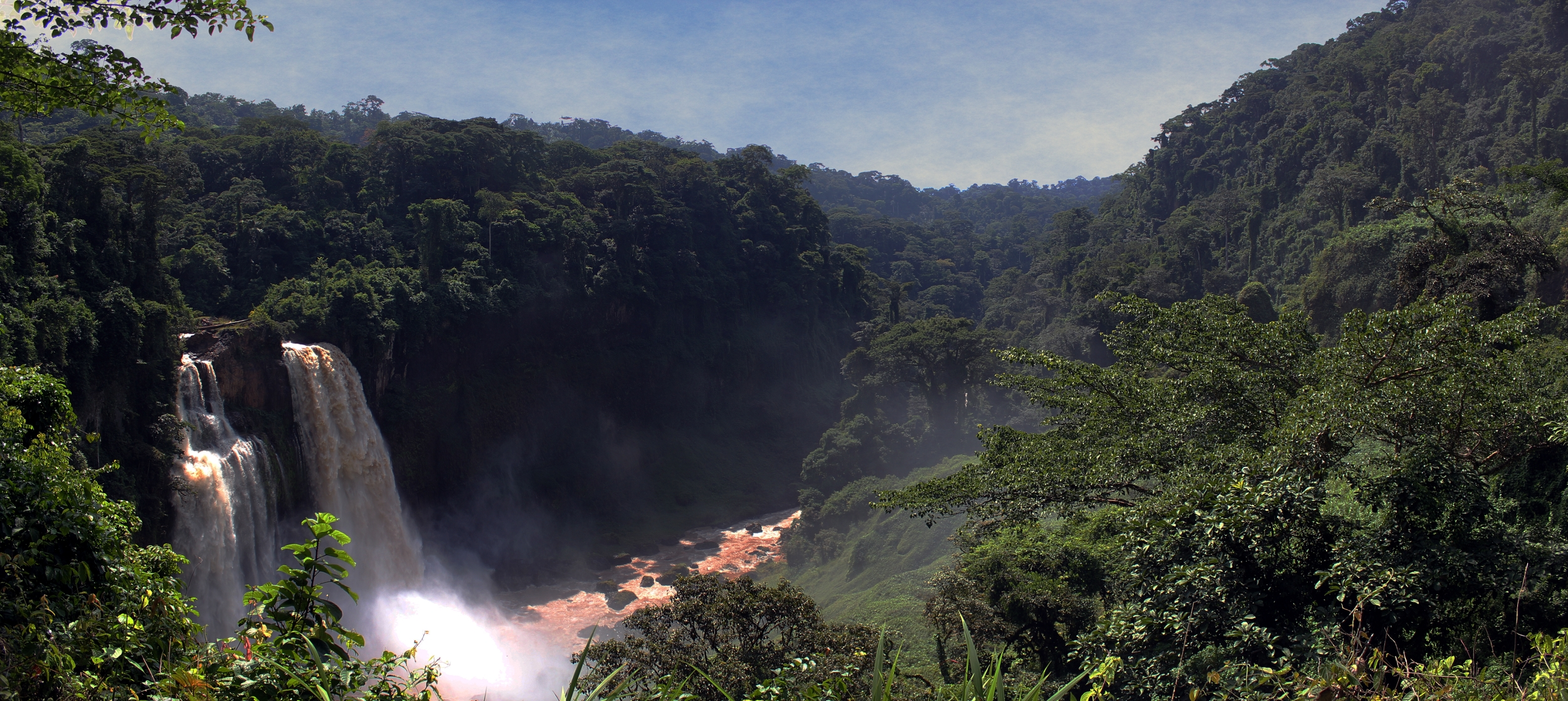
Les chutes d'Ekom
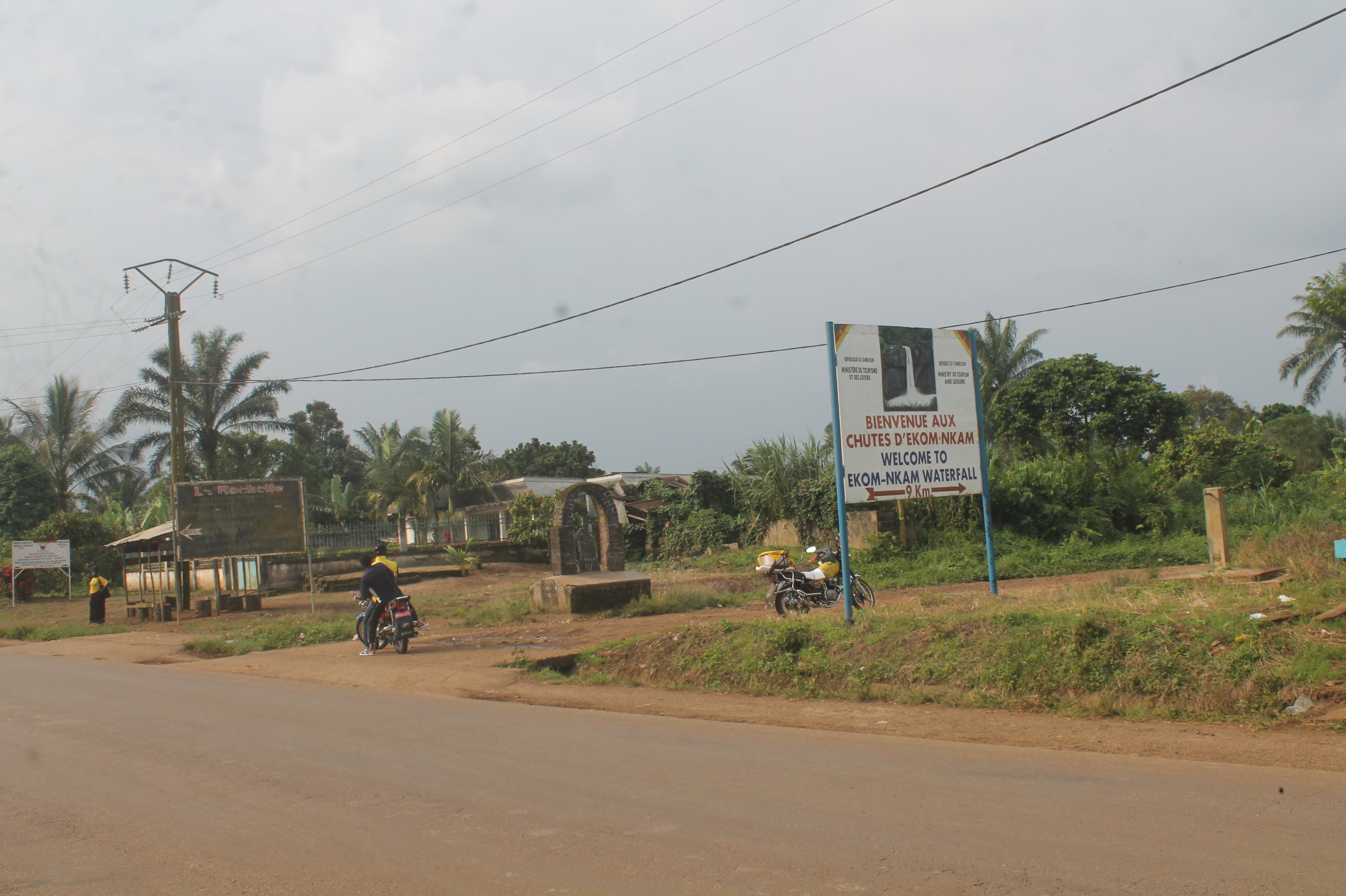
Ekom, entrée des chutes

### Géographie physique

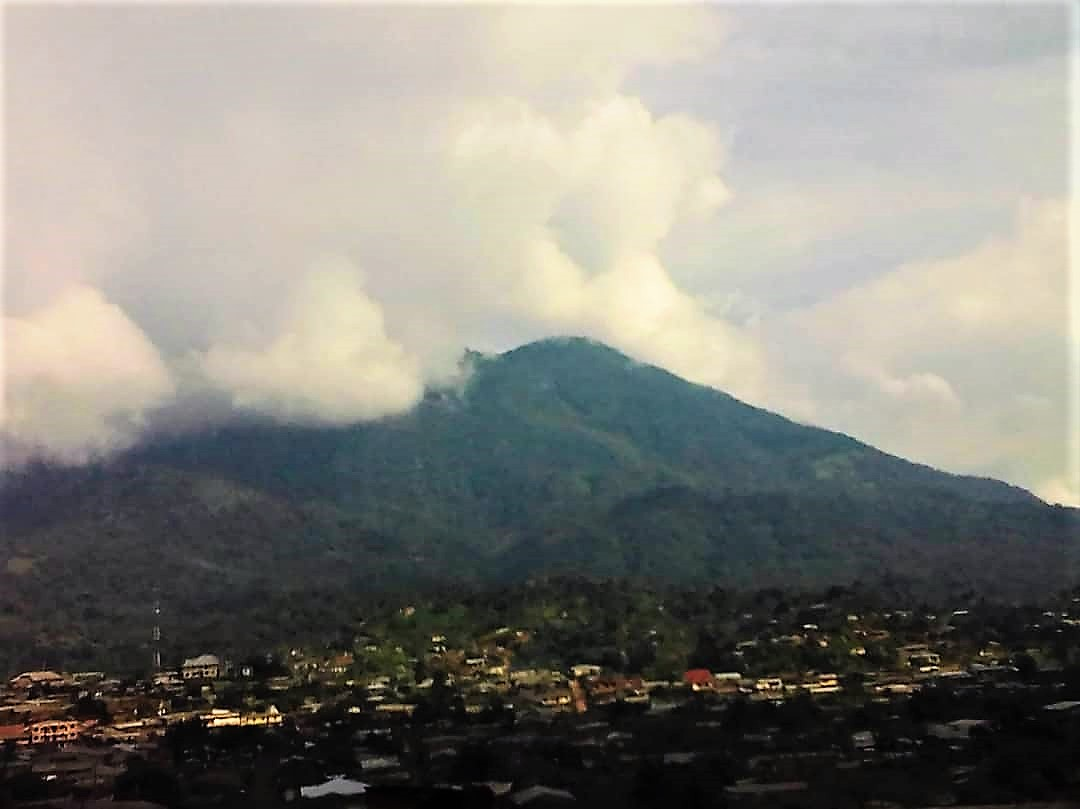
Mont Nllonako à distance

Le massif du Manengouba est un site naturel réputé. Formé par d'anciens volcans, il se prête à de courtes randonnées. Depuis les villages où se cultive le café, on monte en quelques heures au cœur du massif où vivent les éleveurs Bororos. Il n'est pas rare de voir un tel partage de l'espace. Les cultivateurs occupent les plaines et les premiers contreforts, les éleveurs peuls s'installent plus haut.
Cet ancien volcan, qui culmine à 2 411 mètres d'altitude, fait partie de la dorsale volcanique occidentale, comme le mont Cameroun et les monts Bamboutos. Au sommet, la végétation luxuriante disparaît pour laisser place à des collines verdoyantes. On y trouve aussi deux lacs de cratères, où l’on peut se baigner, les lacs Manengouba.
À environ 30 kilomètres de Nkongsamba, sur la route de l'Ouest, entre Nkongsamba et Melong, on prend une piste de 11 kilomètres qui mène au village d'Ekom où l'on peut voir de très belles chutes d’eau, les chutes d'Ekom Nkam. Le Nkam, qui fait la frontière entre les régions du Littoral et de l'Ouest, s'y jette d'une hauteur de 80 m.
Les chutes d'Ekom ont servi de décor au film Greystoke, la légende de Tarzan interprété par Christophe Lambert.

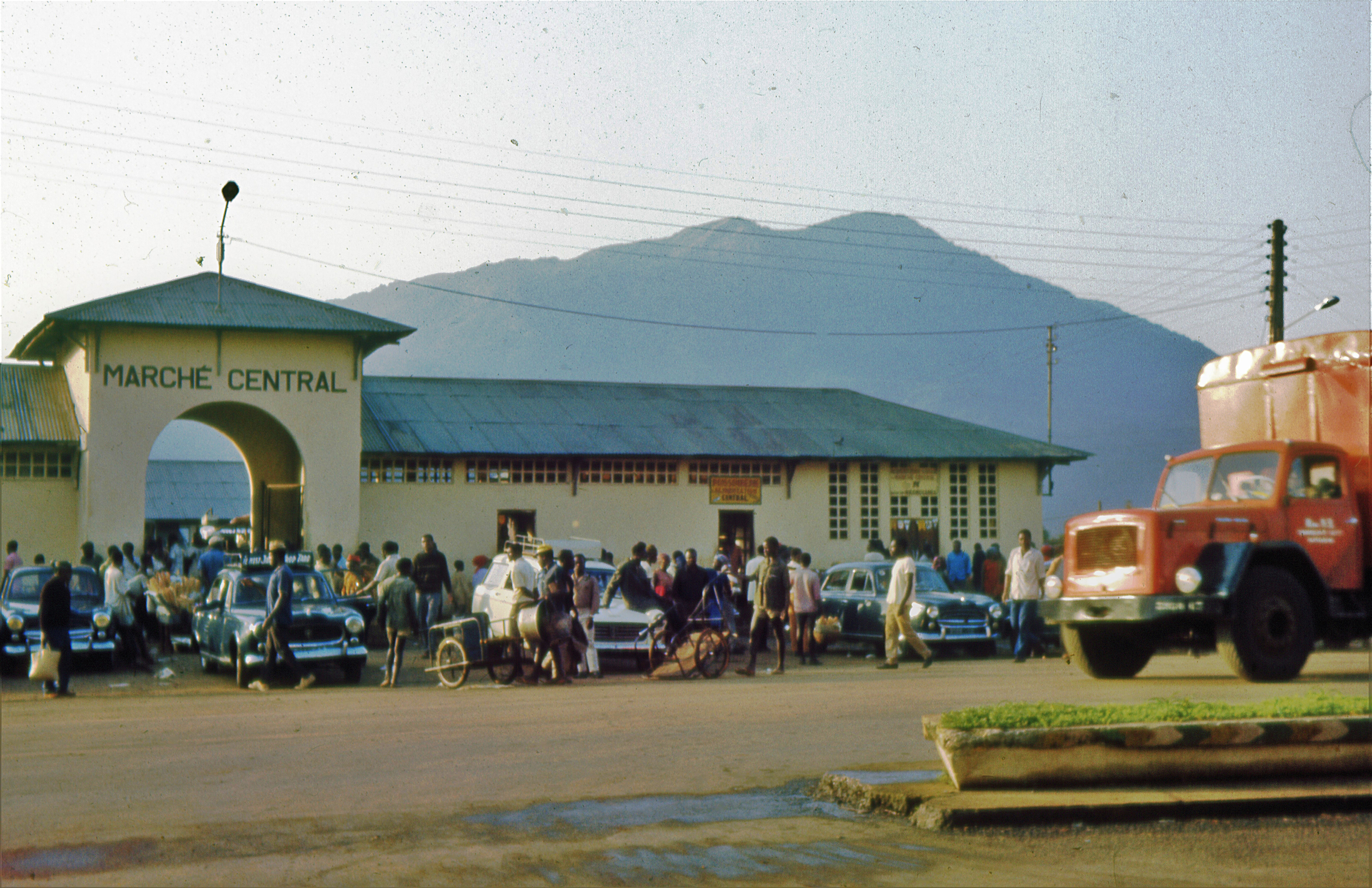
Le marché central en 1969.

## Histoire
Lorsque le gouvernement allemand proposa au roi de suivre une formation et lui demanda d'aller en Allemagne et d'envoyer ses enfants, il refusa. Il ne faisait pas confiance à l'administration coloniale, qui avait déjà exécuté son parent et meilleur ami, Douala Manga Bell. Ensuite, un sympathisant de la puissance coloniale allemande appelée Pandong enverra ses fils en Allemagne. Ceux-ci organiseront un complot avec l'administration coloniale à Berlin pour diviser le territoire du roi Joseph Ekandjoum. Joseph Ekandjoum est reconnu comme le dernier roi du royaume moungo avant la fondation du Cameroun et descend d'une lignée royale millénaire.
Le roi Joseph Ekandjoum a écrit des livres sur son peuple, les Mbô'o, et son royaume, Moungo.
Son successeur actuel est Joseph Noah Ekandjoum.
Après la construction du chemin de fer dans la ville en 1912 par les Allemands, le nom de Nsamba fut donné à cette dernière par l’administration allemande. Occupée par les Anglais en 1914, la ville passa sous le contrôle français en 1916, avant de devenir un centre administratif en 1923, succédant ainsi à Baré. La commune de plein exercice de Nkongsamba est érigée en 1955. Elle est la troisième ville du Cameroun à obtenir ce statut après les communes de Yaoundé et Douala instaurées en 1941. La communauté urbaine est créée en 2008 et succède aux communes urbaine et rurale.
Nkongsamba était le terminus du chemin de fer, partant de Douala en passant par Mbanga avec un embranchement sur Kumba.

## Population
La population urbaine de Nkongsamba est recensée à 104 050 habitants en 2005. La communauté urbaine atteint 105 383 habitants en 2005, dont 98,7 % en zone urbaine. Constituée de diverses ethnies camerounaises, la population se compose à côté des autochtones Baneka et Mbô'o, des Bamilékés, des Tikars, des Peuls et des Bororos. L'évolution démographique est relevée par l'Orstom puis par les recensements de la population.
| 1933  | 1945  | 1953   | 1967   | 1970   | 1976   | 1987   | 2005    | 2022    |
| ----- | ----- | ------ | ------ | ------ | ------ | ------ | ------- | ------- |
| 2 100 | 7 760 | 20 000 | 45 278 | 55 000 | 70 500 | 86 000 | 104 050 | 135 405 |

## Administration
La ville est une des trois communes du pays à élire son maire lors des élections municipales de France d'outre-mer en 1956.
Le statut de la ville évolue de Commune mixte urbaine (1956-1967) à Commune urbaine plein exercice (1967-1974) puis Commune urbaine à régime spécial (1974-2008), et enfin Communauté urbaine depuis 2008, elle est dirigée par un Super Maire élu par les 75 conseillers municipaux des trois communes d'arrondissement depuis les élections de 2020.
| Période          | Période        | Identité              | Étiquette                       | Qualité                                      |
| ---------------- | -------------- | --------------------- | ------------------------------- | -------------------------------------------- |
| 18 novembre 1956 | 2 juillet 1960 | Daniel Kemajou        | Paysans Indépendants            | Maire                                        |
| 15 juillet 1960  | 9 février 1961 | Bruno Nkeng Peh       | Préfet avec délégation spéciale |                                              |
| 9 février 1961   | 1er mars 1967  | Maurice Ngambo        |                                 | Maire                                        |
| 1967             | 1974           | Mbamy de Fochada      | Préfet avec délégation spéciale |                                              |
| 1975             | 1976           | Luc Loe               | Préfet avec délégation spéciale |                                              |
| 1976             | 1978           | Bisseck Bikon         | Préfet avec délégation spéciale |                                              |
| 1978             | 1987           | Eugène Moutit         | Délégué du gouvernement         |                                              |
| 1987             | 1996           | Conrad Eyoum Essombé  | Délégué du gouvernement         |                                              |
| 1996             | 2008           | Emmanuel Ngollo Ngama | Délégué du gouvernement         |                                              |
| 2009             | 2020           | Basile Kollo          | Délégué du gouvernement         |                                              |
| 3 mars 2020      | en cours       | Frédéric Nzoki Epoh   | RDPC                            | Professeur des Lycées d'enseignement général |

## Structure administrative
La communauté urbaine est constituée de trois communes d'arrondissement et comprend les villages et quartiers suivants :

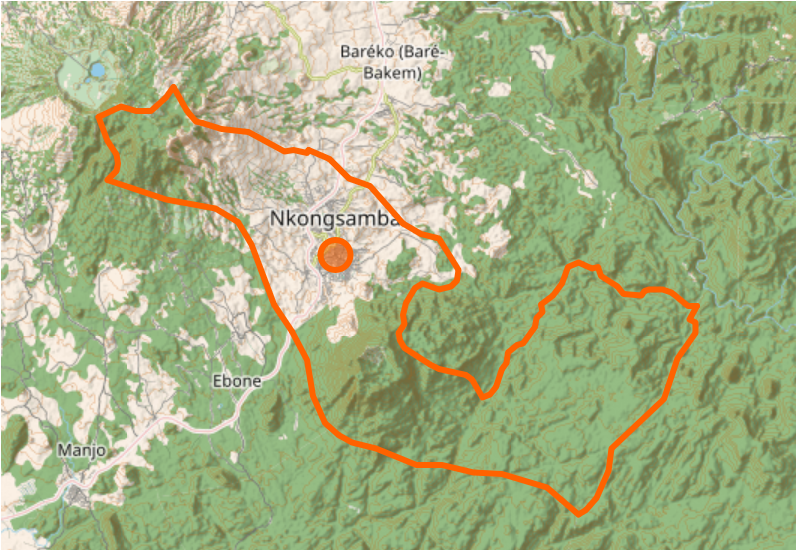
Limites de la communauté urbaine

| Communes d'arrondissement | Superficie (km2) | Population (2005) | Chef-lieu     | Quartiers |
| ------------------------- | ---------------- | ----------------- | ------------- | --- |
| Nkongsamba I              | 105,5            | 52 434            | Eboum 1       | Barehock • Ekanbeng • Essel • Eboum 1 • Mbaressoumtou-Carrière • Eboum-Dja • Mbaressoumtou-Stade • Mouandja • Mbaressoumtou-Mosquée • Nlonko'o • Ekel-Ko'o • Mouambo'o • Ekel-Mbeng • Edip • Ngalmoa • Eboum-Mbeng • Badjoki |
| Nkongsamba II             | 25,40            | 37 154            | Ekangte-Mbeng | Baré • Ekangté • Ekangte-Mbeng • Ndogmoa-Mbeng • Ediakap • Edjogmoa • Ehalmoa • Bonangoh • Sosso • Ekangte-Baneka • Ndogmoa-Ko'o                                                                                             |
| Nkongsamba III            | 48,55            | 15 795            | Mbaressoumtou | Mbonko • Nlongo • Ekol-Mbeng • Mbaressoumtou-Rail-Village • Mbaressoumtou Aviation • Ngwa • Mboriko, Poola. |
| Nkongsamba                | 179,45           | 105 383           |               | |

### NkongsambaIer
- Barehock[9]
- Ekanbeng
- Essel
- Ngalmoa

### NkongsambaIIe
- Baré[10]
- Ekangté
- Ndogmoa

### NkongsambaIIIe

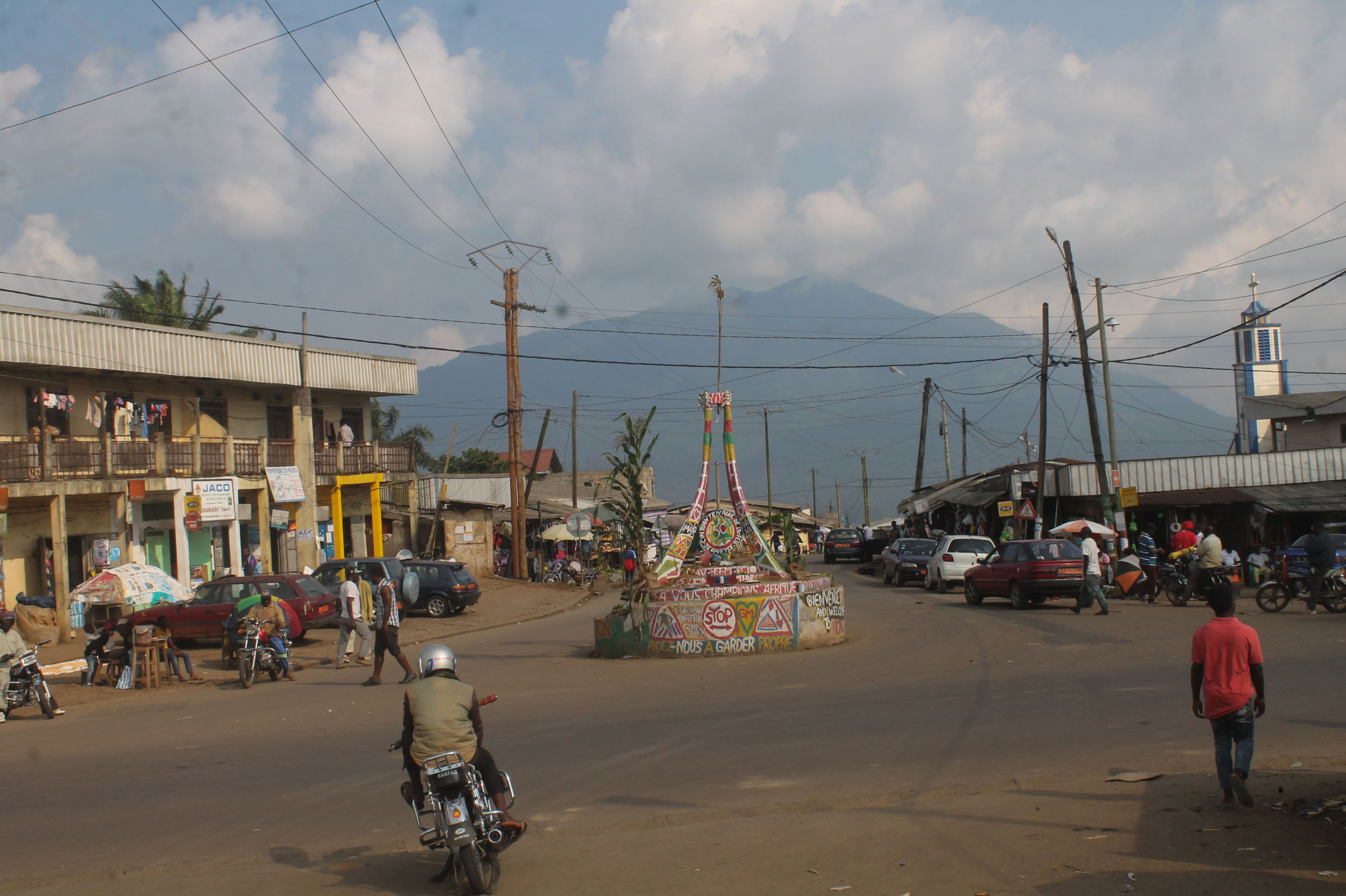
Carrefour Lele

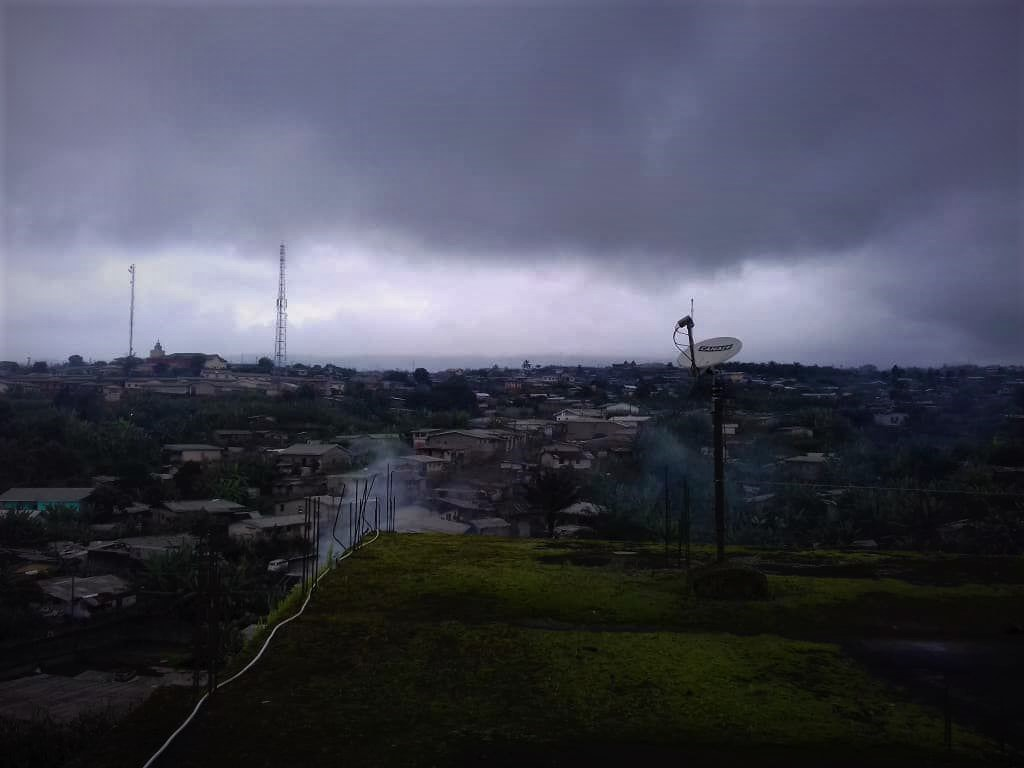
Vallée de 2Kilo

- Mbonko[11]
- Ngwa
- Nlongo

## Économie

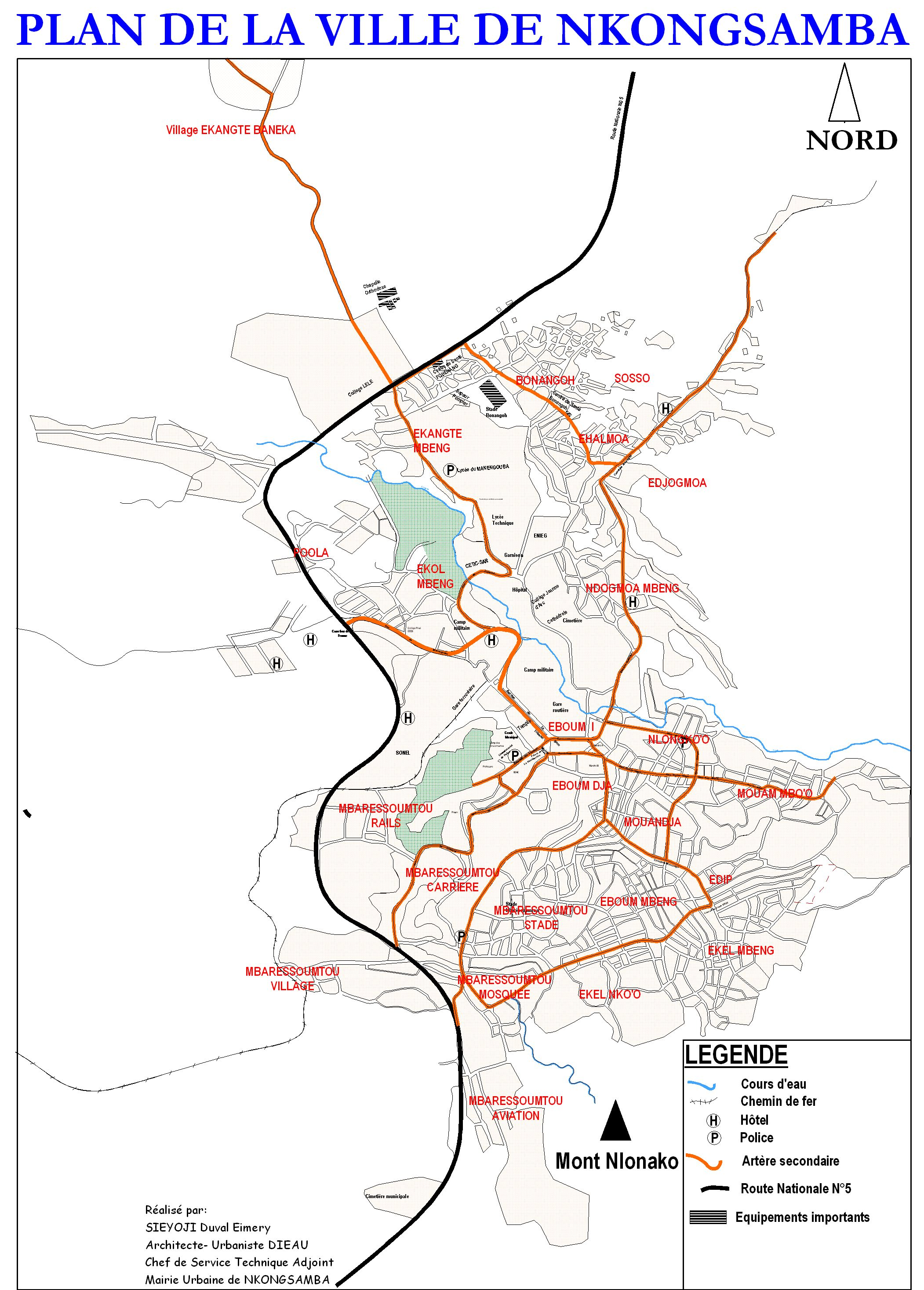
Plan de la ville (2007)

Nkongsamba est un grand centre agricole avec la culture et la commercialisation du café comme activités principales. Blotties dans une cuvette triangulaire et délimitée par des monts fascinants qui sont des cratères volcaniques déchiquetés : Manengouba avec 2 400 mètres, Nlonako et Koupé, où aux dires des villageois habitent les dieux protecteurs de la région.
La principale activité industrielle à Nkongsamba est le décorticage du café. C’est une activité saisonnière qui permet aux habitants de générer leurs revenus sur une moitié de l’année, l’autre moitié étant consacrée aux activités diverses comme la culture du mais, de l’huile de palme et du petit commerce.
Après avoir été la troisième ville du Cameroun dans les années 1960,70 et 80, Nkongsamba a connu une longue agonie due principalement à la chute des cours du café. Mais depuis le début des années 2000, une renaissance est perceptible. Les infrastructures se reconstruisent. Des grands projets de développement voient le jour comme le Nlonako Valley. Une radio a été créée pour stimuler la relance de la ville mythique. Un autre grand symbole des années de gloire de la ville, l'équipe de football l'Aigle Nkongsamba, sort aussi de son long sommeil.

## Enseignement
Côté éducation, la ville de Nkongsamba compte en 2017, 56 écoles maternelles pour 3 430 élèves et 78 écoles primaires pour 14 358 écoliers et une dizaine d’établissements du second degré (on estime à 14 000 le nombre d'élèves du secondaire). Le lycée du Manengouba, le lycée bilingue de Nkongsamba et le collège Sainte-Jeanne d'Arc comptent parmi les établissements de grande renommée sur toute l’étendue du territoire camerounais.
En plus des établissements d’enseignement secondaire, Nkongsamba possède une école de formation des enseignants du secondaire (ENIEG), l'Institut supérieur de management du Manengouba (ISMAM), l'Institut des Beaux-Arts (IBA) et l'École supérieure de formation des infirmiers d'État. Nkongsamba prend petit à petit des allures de ville universitaire.

## Santé
L'hôpital régional de Nkongsamba constitue une formation sanitaire publique de niveau intermédiaire classé en 3e catégorie dans le système de santé du Cameroun. En 2017, la commune de Nkongsamba comptait 22 formations sanitaires et 10 aires de santé dont les principales sont: l'Hôpital régionale, la Garnison militaire, les Grandes Endemies, Mana Eye, Centre de formation paramédicale Ananfah, Fondation Fouenang, etc..

## Forces armées
La ville abrite la caserne du RASS, Régiment d'Artillerie Sol-Sol.

## Cultes
La cathédrale de l'Immaculée Conception est le siège du diocèse catholique érigé en 1955 à partir du Vicariat apostolique de Foumban. Outre la paroisse cathédrale, la ville compte deux doyennés et 15 paroisses catholiques dont Saint Jude Tadeus de Fraoutown, Sainte Madeleine de Bangui-Chari, Notre-Dame de l'Arche d'Edjogmoa, Notre-Dame du Mont Carmel d'Edjakap, Christ-Roi de Baressoumtou, Sainte Famille de Nzondji, Saint Pierre d'Along Baressoumtou, Saint Paul d'Ekangté, Bon Pasteur d'Eboum I, Saint Michel Archange du RASS, Marie Reine de la Paix de Bonangoh, Saint Denis d'Ehalmoa, Saint Albert Le Grand de Poola Banéka, Saint Thomas Apôtre de Poola.
La population musulmane dispose de plusieurs mosquées, la Mosquée de Mbaressomtou, Axe 2-Pont.
- Liste des évêques de Nkongsamba: Paul Bouque (14 septembre 1955-16 juin 1964); Albert Ndongmo (16 juin 1964-29 janvier 1973); Thomas Nkuissi (15 novembre 1978- 21 novembre 1992); 21 novembre siège vacant ; Dieudonné Watio (1er avril 1995-5 mars 2011); Dieudonné Espoir Atangana (depuis le 26 mai 2012).
- Cathédrale de Nkongsamba

## Transports
La ville est desservie par la route nationale 5 (axe Douala-Bafoussam) à 141 km au nord de Douala et 104 km au sud-ouest de Bafoussam.
Le terrain d'aviation de Nkongsamba est fermé depuis 1982, il est devenu le quartier de Mbaressoumtou Aviation.
La ville constitue l'ancien terminus de la ligne de chemin de fer Bonabéri-Nkongsamba (171 km) construite par la colonie allemande en 1906-1911, le tronçon Mbanga-Nkongsamba est désaffecté depuis le 25 novembre 1991,.

## Personnalités nées à Nkongsamba
- Thomas Nkuissi (1928-2011), évêque ;
- Ernest Wanko (1934), athlète ;
- Daniel Kamwa (1943), acteur et réalisateur ;
- Alphonse Beni (1946-2023), acteur et réalisateur camerounais.
- Pierre Mila Assouté (1957), homme politique ;
- Angèle Kingué (1958), femme de lettres ;
- Lejeune Mbella Mbella (1949), homme politique et diplomate ;
- Denise Epoté (1954), journaliste ;
- Pascale Marthine Tayou (1966), artiste plasticien ;
- Serge N'Gal (1986), footballeur ;
- Fabien Tchenkoua (1992), footballeur ;
- Joel Tagueu (1993), footballeur.
- Samuel Bowong Tsakou (1971-), enseignant-chercheur

## Personnalités décédées à Nkongsamba
- Pierre Augustin Tchouanga (1928-1999), évêque